# Panagiótis Engomítis
Panagiótis Engomítis (en grec moderne : Παναγιώτης Εγκωμίτης), dit Giótis Engomítis (en grec moderne : Γιώτης Εγκωμίτης), né le 26 mai 1972 à Famagouste à Chypre, est un footballeur international chypriote, qui évoluait au poste de milieu offensif.

## Biographie

### Carrière en club
Au cours de sa carrière, Panagiótis Engomítis dispute 12 matchs en Ligue des champions, 17 matchs en Coupe de l'UEFA, pour un but inscrit, et 4 matchs en Coupe Intertoto,.
Avec les clubs de l'Ethnikos Achna et de l'Anorthosis Famagouste, il dispute 225 matchs en première division chypriote, inscrivant 63 buts. Il réalise sa meilleure performance lors de la saison 1999-2000, où il inscrit 16 buts en championnat.
Avec l'équipe du PAOK Salonique, il joue 76 matchs en première division grecque, inscrivant 10 buts.

### Carrière internationale
Panagiótis Engomítis compte 44 sélections et 7 buts avec l'équipe de Chypre entre 1994 et 2003. 
Il est convoqué pour la première fois par le sélectionneur national Andréas Michaelídes pour un match amical contre l'Estonie le 9 mars 1994 (victoire 2-0). Il reçoit sa dernière sélection le 11 octobre 2003 contre la Slovénie (2-2).
Le 15 février 1995, il inscrit son premier but en sélection contre l'Estonie, lors d'un match amical (victoire 3-1). Par la suite, il inscrit un but contre la Suède, puis un autre contre la Lettonie, avant d'être l'auteur d'une réalisation contre l'Albanie. Il s'illustre ensuite lors des éliminatoires du championnat d'Europe 2000 en marquant un but contre l'Espagne et un but face à Israël, permettant à chaque fois à son équipe de s'imposer sur le score de 3 à 2. Son dernier but avec la sélection chypriote est inscrit le 28 février 2001, lors d'un match contre l'Ukraine (victoire 4-3).
Il participe avec la sélection chypriote aux éliminatoires du mondial 1998 et aux tours préliminaires de la Coupe du monde 2002. Son bilan dans les éliminatoires des Coupes du monde s'élève à huit matchs joués, pour aucun but marqué.

## Palmarès
Anorthosis Famagouste
- Champion de Chypre en 1998, 1999 et 2000.
- Vainqueur de la Coupe de Chypre en 1998.
- Vainqueur de la Supercoupe de Chypre en 1998 et 1999.

 PAOK Salonique
- Vainqueur de la Coupe de Grèce en 2001 et 2003.

## Statistiques

### Buts en sélection
Le tableau suivant liste tous les buts inscrits par Panagiótis Engomítis avec l'équipe de Chypre :